# Daugavpils
Daugavpils ([ˈdaʊɡaʊpils]ⓘ) es la segunda ciudad más poblada de Letonia. Es el tercer núcleo industrial del país. Se halla a 230 km al sureste de Riga, en la región histórica de Latgale, en la orilla norte del río Daugava. Cuenta con una posición geográfica estratégica con las fronteras bielorrusa y lituana a 33 y 25 km, respectivamente. A 120 km de la ciudad se encuentra el punto de unión de la frontera de Letonia con Rusia. Alrededor de la ciudad hay numerosos lagos.

## Toponimia
El nombre de origen alemán Dünaburg fue el oficial de la ciudad desde su fundación en 1256 hasta 1893, exceptuando un breve periodo desde 1656 hasta 1667 en el que se utilizó Borisoglebsk, de origen ruso. La variante rusa del nombre alemán Dvinsk se utilizó entre 1893 y 1920. Desde 1920 el nombre ha sido Daugavpils. Debido a su historia la ciudad posee nombres propios en muchos idiomas, los principales son: en bielorruso: Дзьвінск (Dźvinsk), en alemán: Dünaburg, en finés: Väinänlinna, en latgalio: Daugpiļs, en lituano: Daugpilis, en polaco: Dźwinów, Dźwińsk y Dyneburg, que es el utilizado en este idioma actualmente; en ruso, Даугавпилс, Борисоглебск (Borisoglebsk), Двинcк (Dvinsk) y en yidis: דינעבורג (Dineburg).

## Historia

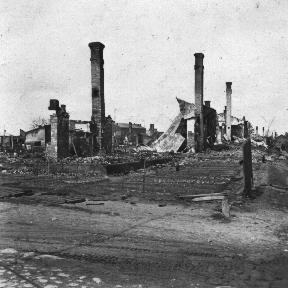
Daugavpils tras la destrucción causada por el ejército alemán en julio de 1941.

La historia de la ciudad comienza en 1275 durante el Gran Ducado de Lituania, cuando los caballeros de la Orden de Livonia construyeron el castillo de Dünaburg en una antigua ruta comercial. Pero no fue hasta la segunda mitad del siglo XVI cuando se empezó a desarrollar una población en el actual emplazamiento de la ciudad. En 1561 la ciudad pasó a formar parte de la República de las Dos Naciones. Y en 1582 recibió los derechos de ciudad. En 1620 se convirtió en la capital del voivodato de Livonia bajo soberanía polaca. A partir del siglo XVIII, Daugavpils albergó una gran y activa población judía de la cual surgieron prominentes personalidades. En 1772 la región y la ciudad pasa a control ruso como consecuencia del primer reparto de Polonia.
En 1810 se comenzó la construcción de la fortaleza con vistas a una posible invasión de Napoleón, hecho que se produjo dos años más tarde. El ejército napoleónico dirigido por Nicolas Charles Oudinot, tomó fácilmente la plaza que se encontraba todavía en construcción. La antigua población se desarrolló al sur de la fortaleza justo al lado del río, para prevenir el riesgo de inundaciones el capitán Pavel Melnikov mandó construir un dique en 1833.
Durante la segunda mitad del siglo XIX, la ciudad experimentó un fuerte crecimiento demográfico y económico gracias a la conexión ferroviaria con San Petersburgo y Varsovia y al desarrollo del comercio por el río Daugava con Vítebsk. En 1896 se inauguró un servicio ferroviario, el Nord Express, que unía París con San Petersburgo y que hacía parada en la ciudad.
Durante la Primera Guerra Mundial la ciudad estuvo en la zona de la línea del frente con lo que fue gravemente dañada.
La ciudad fue una de las últimas en ser liberadas en la guerra de Independencia de Letonia (1918-1920). Tras la petición de ayuda del gobierno letón a Polonia para liberar a Daugavpils de las tropas soviéticas, las tropas polacas avanzaron hacia la ciudad, donde entre diciembre de 1919 y enero de 1920 tuvo lugar la batalla de Daugavpils, que término con la expulsión de los soviéticos. Los polacos cedieron la ciudad a Letonia que fue rebautizada con su nombre actual. Ese mismo año se firmó el tratado de paz de Riga que dio fin a la guerra de independencia, a partir de este momento se desarrollaron las industrias maderera, textil y alimentaria. Se inauguraron el Conservatorio Popular de Latgale, el Instituto de Formación de Profesores y el puente de la unidad sobre el río Daugava.
Como consecuencia del pacto Ribbentrop-Mólotov, en 1940 fue ocupada por la Unión Soviética. Tras el estallido de la Segunda Guerra Mundial Alemania ocupó la ciudad, en julio de 1941. Daugavpils fue conquistada por el LVI Cuerpo Panzer bajo el mando del general Erich von Manstein, que arrasó y ocupó la ciudad estableciendo en la fortaleza un gueto judío y un campo de prisioneros, el Stalag 340. Los alemanes se mantuvieron en la ciudad hasta el 27 de julio de 1944, cuando las tropas soviéticas volvieron a tomarla. Al final de la guerra la mayoría de la población judía había sido asesinada, y el 70% de la ciudad estaba destruida, incluida la estación de trenes.
En el periodo soviético se instalaron en la ciudad gran cantidad de industrias (mecánicas, eléctricas y químicas), que atrajeron a numerosa mano de obra, sobre todo de otras repúblicas de la Unión, por lo que la ciudad experimentó un drástico cambio en la composición de la población, pasando de una mayoría letona a una rusa. Durante la guerra fría se instaló 12 km al nordeste de la ciudad, la base aérea de Lotsaki.
En 1952 Daugavpils se unió con la ciudad de Grīva situada al otro lado del río, pasando esta última a formar un distrito de la primera.

## Geografía
Daugavpils está situada en la región histórica de Latgale, formando un enclave en el centro del distrito de Daugavpils. Su superficie total abarca 72,5 km². Situados en la margen derecha del río Daugava, excepto el distrito de Gīva. Aparte del río, los principales accidentes geográficos son los lagos situados al este y al norte de la ciudad. El principal de ellos es el Gran Lago Stropi, otros son el Pequeño Stropi, el Šūņu y el Gubiščes.

### Clima
El clima en Daugavpils, es más continental que en otras zonas o ciudades de Letonia, debido a su lejanía del mar. Los veranos son relativamente cálidos, pero los inviernos son más fríos que en el resto del país. También comienza a nevar antes y se alcanza un mayor grosor de la capa de nieve. Los récords climáticos de Daugavpls son -43 °C y +36 °C.
| Parámetros climáticos promedio de Daugavpils (1981-2010) | Parámetros climáticos promedio de Daugavpils (1981-2010) | Parámetros climáticos promedio de Daugavpils (1981-2010) | Parámetros climáticos promedio de Daugavpils (1981-2010) | Parámetros climáticos promedio de Daugavpils (1981-2010) | Parámetros climáticos promedio de Daugavpils (1981-2010) | Parámetros climáticos promedio de Daugavpils (1981-2010) | Parámetros climáticos promedio de Daugavpils (1981-2010) | Parámetros climáticos promedio de Daugavpils (1981-2010) | Parámetros climáticos promedio de Daugavpils (1981-2010) | Parámetros climáticos promedio de Daugavpils (1981-2010) | Parámetros climáticos promedio de Daugavpils (1981-2010) | Parámetros climáticos promedio de Daugavpils (1981-2010) | Parámetros climáticos promedio de Daugavpils (1981-2010) |
| Mes                                                      | Ene.                                                     | Feb.                                                     | Mar.                                                     | Abr.                                                     | May.                                                     | Jun.                                                     | Jul.                                                     | Ago.                                                     | Sep.                                                     | Oct.                                                     | Nov.                                                     | Dic.                                                     | Anual                                                    |
| -------------------------------------------------------- | -------------------------------------------------------- | -------------------------------------------------------- | -------------------------------------------------------- | -------------------------------------------------------- | -------------------------------------------------------- | -------------------------------------------------------- | -------------------------------------------------------- | -------------------------------------------------------- | -------------------------------------------------------- | -------------------------------------------------------- | -------------------------------------------------------- | -------------------------------------------------------- | -------------------------------------------------------- |
| Temp. máx. abs. (°C)                                     | 10.2                                                     | 13.1                                                     | 18.4                                                     | 26.5                                                     | 30.2                                                     | 32.2                                                     | 34.0                                                     | 33.5                                                     | 31.3                                                     | 23.9                                                     | 16.1                                                     | 10.6                                                     | 34.0                                                     |
| Temp. máx. media (°C)                                    | -2.1                                                     | -1.7                                                     | 3.6                                                      | 12.2                                                     | 18.0                                                     | 20.8                                                     | 23.4                                                     | 22.0                                                     | 16.5                                                     | 9.8                                                      | 2.9                                                      | -1.2                                                     | 10.4                                                     |
| Temp. media (°C)                                         | -4.4                                                     | -4.9                                                     | -0.5                                                     | 6.4                                                      | 12.3                                                     | 15.3                                                     | 17.7                                                     | 16.4                                                     | 11.3                                                     | 6.3                                                      | 0.7                                                      | -3.2                                                     | 6.1                                                      |
| Temp. mín. media (°C)                                    | -7.3                                                     | -8.4                                                     | -4.9                                                     | 0.7                                                      | 6.4                                                      | 9.9                                                      | 11.7                                                     | 11.2                                                     | 6.9                                                      | 3.1                                                      | -1.3                                                     | -5.8                                                     | 1.9                                                      |
| Temp. mín. abs. (°C)                                     | -37.2                                                    | -37.2                                                    | -30.0                                                    | -18.9                                                    | -6.1                                                     | -1.1                                                     | 2.9                                                      | -1.5                                                     | -5.0                                                     | -15.0                                                    | -23.9                                                    | -39.0                                                    | -39.0                                                    |
| Precipitación total (mm)                                 | 45                                                       | 35                                                       | 38                                                       | 33                                                       | 54                                                       | 82                                                       | 73                                                       | 75                                                       | 63                                                       | 55                                                       | 56                                                       | 49                                                       | 658                                                      |
| Días de lluvias (≥ 1 mm)                                 | 8                                                        | 7                                                        | 10                                                       | 12                                                       | 17                                                       | 17                                                       | 16                                                       | 16                                                       | 14                                                       | 18                                                       | 17                                                       | 11                                                       | 163                                                      |
| Días de nevadas (≥ 1 mm)                                 | 19                                                       | 19                                                       | 13                                                       | 3                                                        | 0.4                                                      | 0                                                        | 0                                                        | 0                                                        | 0.1                                                      | 3                                                        | 10                                                       | 19                                                       | 86.5                                                     |
| Horas de sol                                             | 34                                                       | 61                                                       | 123                                                      | 170                                                      | 250                                                      | 259                                                      | 255                                                      | 226                                                      | 151                                                      | 90                                                       | 33                                                       | 22                                                       | 1674                                                     |
| Humedad relativa (%)                                     | 87                                                       | 86                                                       | 79                                                       | 67                                                       | 70                                                       | 73                                                       | 74                                                       | 78                                                       | 82                                                       | 87                                                       | 91                                                       | 90                                                       | 80                                                       |
| Fuente n.º 1: Погода и климат                            |                                                          |                                                          |                                                          |                                                          |                                                          |                                                          |                                                          |                                                          |                                                          |                                                          |                                                          |                                                          |                                                          |
| Fuente n.º 2: NOAA (Horas de sol, 1981-2010)             |                                                          |                                                          |                                                          |                                                          |                                                          |                                                          |                                                          |                                                          |                                                          |                                                          |                                                          |                                                          |                                                          |

| Datos climatológicos de Daugavpils | Datos climatológicos de Daugavpils | Datos climatológicos de Daugavpils | Datos climatológicos de Daugavpils | Datos climatológicos de Daugavpils | Datos climatológicos de Daugavpils | Datos climatológicos de Daugavpils | Datos climatológicos de Daugavpils | Datos climatológicos de Daugavpils | Datos climatológicos de Daugavpils | Datos climatológicos de Daugavpils | Datos climatológicos de Daugavpils | Datos climatológicos de Daugavpils | Datos climatológicos de Daugavpils | Datos climatológicos de Daugavpils |
| Temperatura                        | Temperatura                        | Temperatura                        | Temperatura                        | Temperatura                        | Temperatura                        | Temperatura                        | Temperatura                        | Temperatura                        | Temperatura                        | Temperatura                        | Temperatura                        | Temperatura                        |                                    |                                    |
| Mes                                | Ene                                | Feb                                | Mar                                | Abr                                | May                                | Jun                                | Jul                                | Ago                                | Sep                                | Oct                                | Nov                                | Dic                                |                                    |                                    |
| ---------------------------------- | ---------------------------------- | ---------------------------------- | ---------------------------------- | ---------------------------------- | ---------------------------------- | ---------------------------------- | ---------------------------------- | ---------------------------------- | ---------------------------------- | ---------------------------------- | ---------------------------------- | ---------------------------------- | ---------------------------------- | ---------------------------------- |
| Altas media °C                     | -3                                 | -2                                 | 3                                  | 11                                 | 18                                 | 21                                 | 23                                 | 22                                 | 16                                 | 10                                 | 2                                  | -2                                 |                                    |                                    |
| Bajas media °C                     | -6                                 | -8                                 | -4                                 | 2                                  | 6                                  | 10                                 | 12                                 | 11                                 | 7                                  | 3                                  | -2                                 | -5                                 |                                    |                                    |
| Precipitaciones                    |                                    |                                    |                                    |                                    |                                    |                                    |                                    |                                    |                                    |                                    |                                    |                                    |                                    |                                    |
| Mes                                | Ene                                | Feb                                | Mar                                | Abr                                | May                                | Jun                                | Jul                                | Ago                                | Sep                                | Oct                                | Nov                                | Dic                                |                                    |                                    |
| Precipitación media mm             | 30                                 | 31                                 | 28                                 | 24                                 | 41                                 | 61                                 | 52                                 | 54                                 | 45                                 | 41                                 | 35                                 | 35                                 |                                    |                                    |
| Fuente:MSN.com                     |                                    |                                    |                                    |                                    |                                    |                                    |                                    |                                    |                                    |                                    |                                    |                                    |                                    |                                    |

## Demografía
Debido a su situación fronteriza, la población de Daugavpils ha sido siempre multiétnica, los polacos llegaron entre los siglos XVI y XVIII, los Viejos creyentes, de origen ruso comenzaron a llegar huyendo de la persecución religiosa originada en su país por la reforma de Nikon. Tras la ocupación rusa, se sumaron más ciudadanos de esta nacionalidad. Además la ciudad albergó a una gran comunidad judía que se mantuvo en la ciudad hasta la ocupación nazi. En 1913 la ciudad contaba con 112.848 habitantes, de los cuales el 46% era judío, el 27,5% ruso y el 16,3% polaco. Tras la Primera Guerra Mundial la población disminuyó drásticamente. Con la independencia de Letonia fueron expulsados los trabajadores rusos y se produjo una importante letonización de la ciudad. En 1935 los letones constituían ya el 34%, mientras que los judíos eran el 25%, polacos y rusos representaban el 18% cada uno, mientras que los bielorrusos llegaban a sólo el 3%. Antes de la Segunda Guerra Mundial la población letona constituía alrededor del 65% de los 40.000 habitantes de la ciudad, mientras que los rusos y polacos eran las principales minorías. Acabada la guerra, la instalación de industrias en la zona atrajo una inmigración muy numerosa desde otras repúblicas soviéticas que redujeron a un 15% la proporción de ciudadanos de origen letón. La ciudad llegó a albergar a 127.619 habitantes en 1992. Tras la independencia de Letonia se ha registrado un continuo descenso de población debido mayormente a la emigración producida por la profunda crisis económica en la que se ha sumido la ciudad.
| Gráfica de evolución de Daugavpils entre 1784 y 2018 |
|                                                      |

## Economía

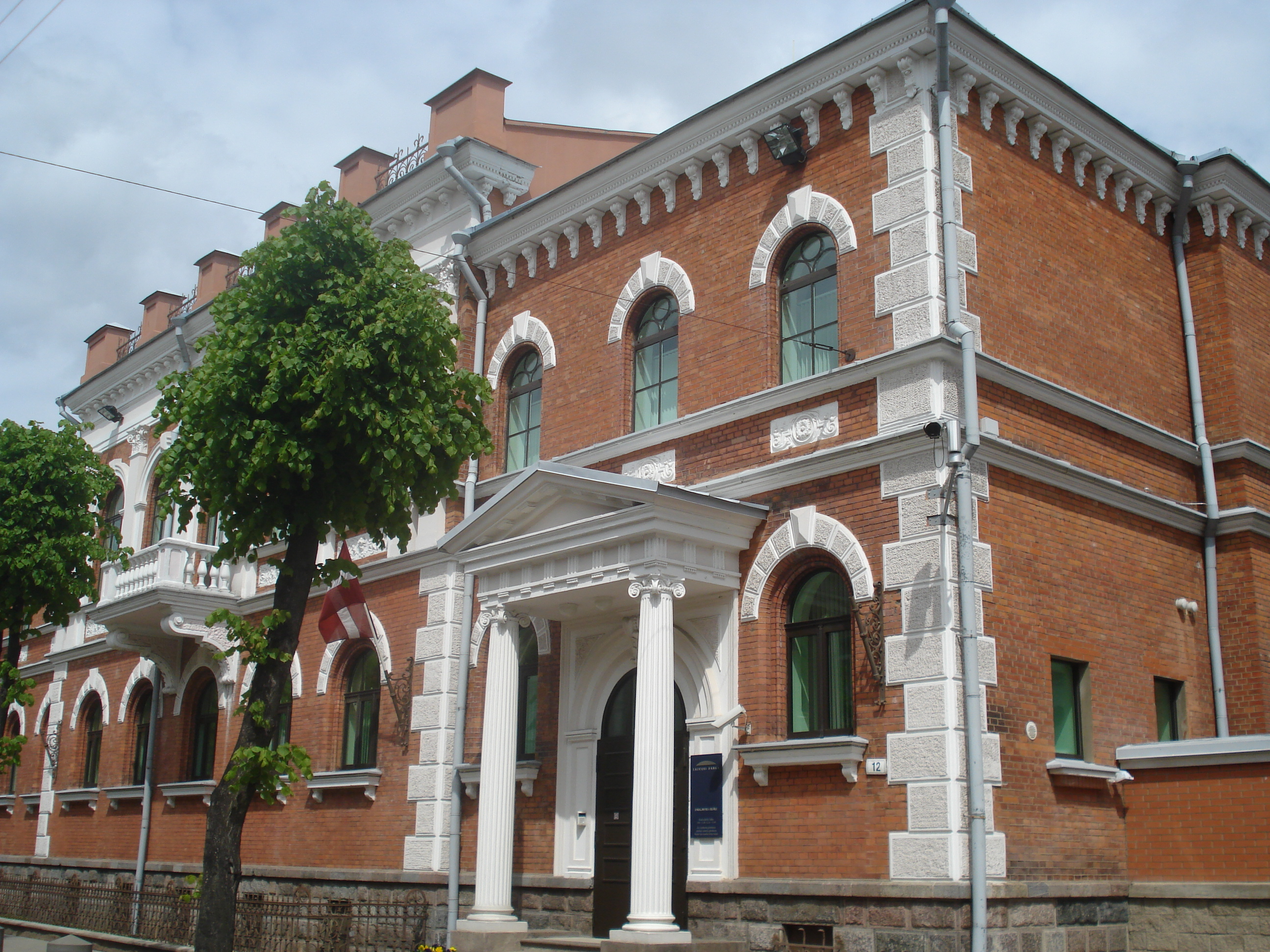
Edificio neoclásico del Banco de Letonia en Daugavpils

La tradición industrial se remonta al siglo XIX, en tiempos soviéticos se instaló en la zona un gran número de industrias pesadas cuya producción era mayoritariamente dirigida al resto de la Unión Soviética. Tras la independencia la producción industrial cayó drásticamente y la ciudad entró en una grave crisis económica. En 2006 el 40% de la producción estuvo destinada a los países occidentales y el 30% a los países del CEI. Sólo con la entrada de Letonia en la Unión Europea ha aumentado la inversión para la reconversión de las industrias de Daugavpils. De hecho ha sido considerada una de las ciudades con más futuro para las inversiones empresariales en Europa.
Además se ha apostado por la diversificación económica con la promoción del turismo. Por una parte Daugavpils es la puerta de entrada a las tierras altas de Latgale, un paraje de alto valor paisajístico y natural. Por otra parte se quiere fomentar el valor histórico y arquitectónico de la fortaleza de Daugavplis, para lo cual se ha solicitado su inclusión en la lista de Monumentos de Patrimonio de la Humanidad.

## Gobierno
Las elecciones locales de Letonia se celebran cada cuatro años, el segundo domingo de marzo.
El partido Luz de Latgale ganó las elecciones del 11 de marzo de 2001, siendo elegido como alcalde su líder Rihards Eigims, que en 2003 tuvo que dimitir tras la deserción de algunos concejales de su partido y no lograr superar una votación de confianza en el ayuntamiento. Fue sucedido por Ivars Skincs que dimitió ese mismo año, accediendo a la alcaldía Rita Strode. Para las elecciones del 13 de marzo de 2005 se produjo la unión del partido Vía Letona y el Partido de la Ciudad de Daugavpils, que finalmente consiguieron el 35,8% de los votos y siete concejales. Luz de Latgale quedó segundo con un 29,9% de los votos. El Nuevo Centro logró el 13,5% de los votos, mientras que la prorrusa Alianza por los Derechos Humanos en una Letonia Unida obtuvo el 6,7%, por último el Primer Partido de Letonia consiguió un 4%. Aunque la Vía Letona logró la mayoría la unión del resto de los partidos volvió a otorgar la alcaldía a Rita Strode.
Las próximas elecciones están programadas para el 8 de marzo de 2009.

## Urbanismo y arquitectura
Debido a la destrucción que se produjo durante la Segunda Guerra Mundial, el centro de la ciudad de Daugavpils es una mezcla de edificios históricos y construcciones de época soviética.
El edificio más representativo de Daugavpils es la fortaleza de estilo clasicista, mandada construir por Alejandro I, bajo la supervisión del ingeniero militar, Heckel, en 1810, como parte del sistema defensivo ruso ante una posible invasión de Napoleón. Su construcción se finalizó en 1878. El conjunto, que cubre un área de 50 hectáreas, consta de dos partes (una a cada lado del río), que originalmente estaban conectadas por medio de un pontón. La construcción principal posee nueve bastiones intercalados por revellines y reductos. Las cuatro puertas que posee el edificio fueron abiertas posteriormente, entre 1816 y 1830. El conjunto está rodeado por un foso que conecta con el Daugava. La parte sur, más pequeña, consta de cuatro bastiones y tres revellines.
Otra obra importante es el dique que se construyó entre 1833 y 1841, a lo largo del río para evitar las frecuentes inundaciones primaverales. Posee 6 kilómetros de largo y una altura que va desde los 4 a los 6 metros.

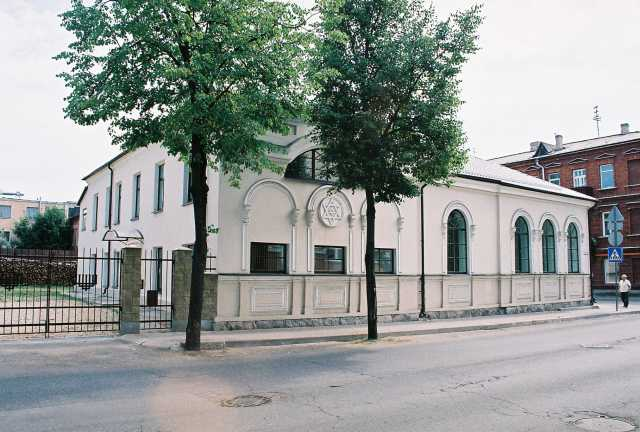
Sinagoga de Daugavpils.

Además la ciudad cuenta con un conjunto de templos religiosos que dan fe de su rica herencia cultural. La catedral rusa ortodoxa de los santos mártires Boris y Gleb, fue construida en 1905, está coronada por un total de diez torres con cúpulas acebolladas. La iglesia luterana Martín Lutero se erigió en 1893. Obra del arquitecto Vilhelms Neimanis, es de estilo neogótico y está construida en ladrillo rojo. La iglesia de San Pedro, construida en 1848, recuerda en su diseño a su homónima vaticana y la iglesia de la Bienaventurada Virgen María, también obra de Vilhelms Neimanis (1905). Además existen oratorios pertenecientes a los Viejos Creyentes repartidos por toda la ciudad, así como una sinagoga.
El parque Dubrovin fue creado en 1882, debe su nombre al alcalde Pavel Dubrovin, responsable de la modernización de la ciudad creando, la primera escuela femenina, el parque de bomberos y el primer banco. El parque contiene especies como el nogal negro, Juglans nigra, o la lila húngara, Syringa josikaea. En el parque está ubicado un monumento de mármol negro que recuerda a los caídos en la Segunda Guerra Mundial.
El zoológico de Latgale se ubica al este de la ciudad, en él se encuentran pequeños animales como varanos, serpientes, caimanes o tortugas.
La ciudad de Daugavpils se divide en varios distritos: Centro, Esplanāde, Distrito de Químicos, Vecā forštate (Antiguo afueras), Jaunā forštate (Nueva afueras), Viduspoguļanka, Jaunbūve, Gajoks, Ruģeļi, Čerepova, Stropi, Judovka, Grīva, Niderkuni.

## Educación y cultura

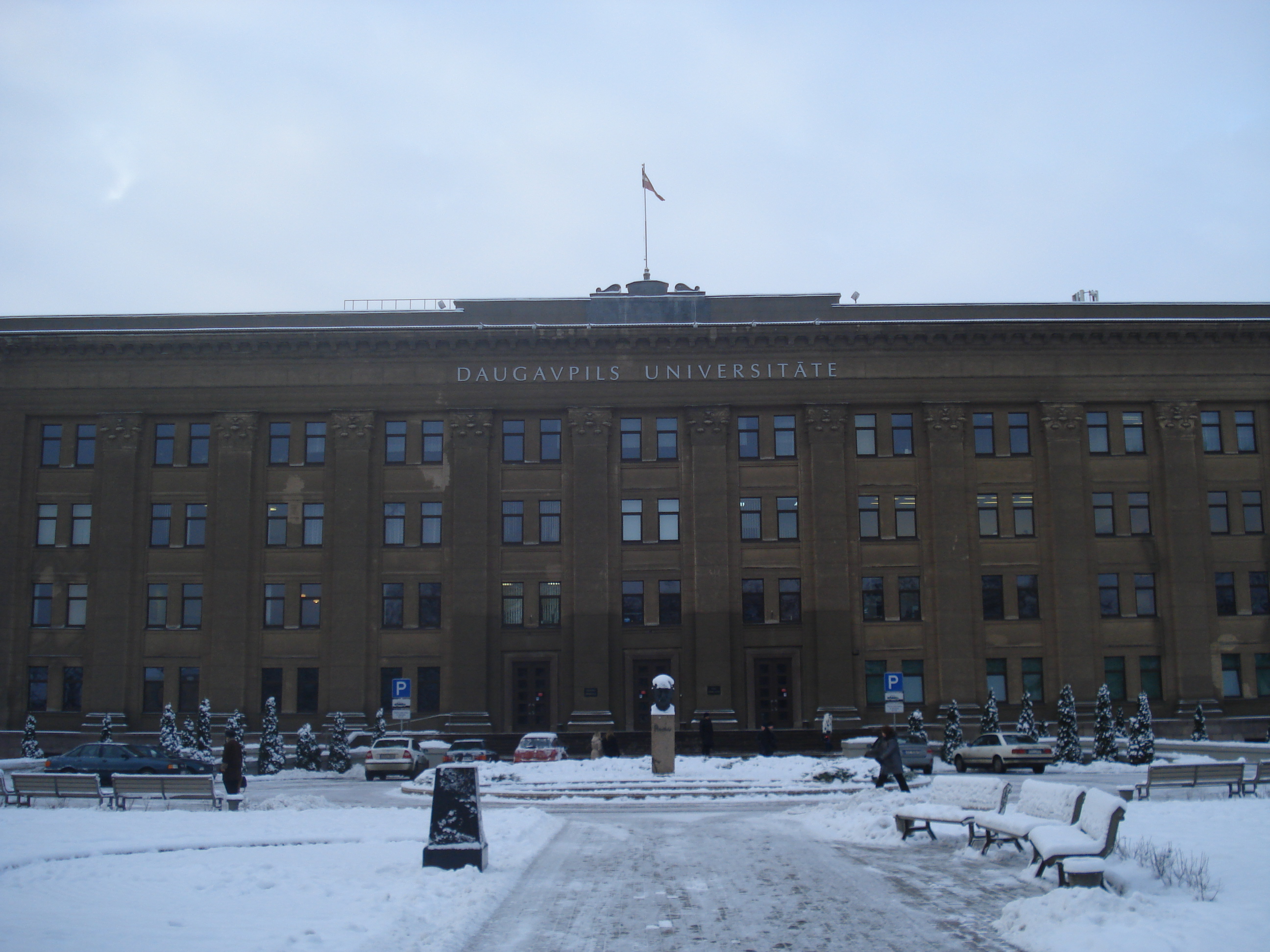
Universidad de Daugavpils.

Daugavpils es un importante centro cultural del este de Letonia. Posee 34 colegios primarios y 14 secundarios, cuatro escuelas profesionales, un colegio de arte y otro de música. Más de 1000 profesores e ingenieros se gradúan anualmente en la Universidad de Daugavpils (creada en 1993, es la segunda del país), y en la sucursal local de la Universidad Técnica de Riga.
Museo de Arte e Historia de Daugavpils (Daugavpils Novadpētniecības un mākslas muzejs), es uno de los museos más antiguos de Lagatle, fue fundado en 1938 y desde 1959 está ubicado en un edificio de dos plantas, de estilo art nouveau construido en 1883, su entrada está flanqueada por dos estatuas de leones. En su interior se exponen reproducciones de obras del pintor abstracto Mark Rothko nacido en 1903 en Daugavpils. Además el museo tiene secciones de historia de la región, que abarca desde la prehistoria hasta la Primera República (1918-1940), y naturaleza.
Casa de la Unión (Vienīvas nams), es un edificio de tres plantas con soportal de seis columnas con capital corintio. Fue inaugurado en 1937 durante la Primera República, en su interior alberga el teatro de Daugavpils, un centro cultural y una biblioteca. El centro de exposiciones de la ciudad tiene una variada oferta de actividades culturales.
Las distintas comunidades de la ciudad están organizaaos y desarrollan actividades culturales. Existen diversas publicaciones locales, dos estaciones de radio y un canal de televisión.
El letón ha sido el idioma oficial en las escuelas y el Gobierno desde 1991, esto ha causado tensiones con la mayoría de lengua rusa, que ha exigido que el ruso se restablezca como idioma oficial junto al letón. El gran número de rusos residentes que llegaron a Letonia después de la anexión soviética de 1940 no son considerados ciudadanos automáticamente, estos residentes y sus descendientes deben someterse a pruebas para la ciudadanía.

## Transporte

### Aeropuerto
El aeropuerto Internacional de Daugavpils está ubicado a 12 km al noroeste de la ciudad, cerca de la villa de Lociki. En 1990 dejó de ofrecer vuelos regulares, actualmente el aeropuerto está siendo acondicionado para adaptarlo al tráfico de pasajeros nacionales e internacionales, así como para el transporte de carga y vuelos chárter. El fin de la remodelación se ha fijado en 2013.

### Terrestre
Daugavpils tiene conexiones por autobús con Riga, Rēzekne y Aglona. Además la ciudad es un nudo ferroviario que enlaza con Riga, Gómel, San Petersburgo y Vilna. La ciudad cuenta con servicio de tranvía.

## Deportes
Los clubes de fútbol Dinaburg FC y FK Daugava Daugavpils juegan en el estadio Celtnieks de Daugavpils.
En el palacio de hielo, inaugurado en 1999, se celebran competiciones de hockey, además se puede parcticar patinaje artístico.
El parkour es también muy popular en Daugavpils. El equipo de parkour Dvinsk Clan comenzó en las calles de la ciudad.

## Ciudades hermanadas
Las ciudades que tienen acuerdos de hermanamiento con Daugavpils son:
- 1993: Haderslev (Dinamarca)
- 1993: Radom (Polonia)
- 1997: Naro-Fominsk (Rusia)
- 1998: Ferrara (Italia)
- 1998: Motala (Suecia)
- 1998: Vítebsk (Bielorrusia)
- 2003: Distrito administrativo central de Moscú, Moscú (Rusia)
- 🇵🇸 2003: Ramala (palestina)
- 2003: Harbin (República Popular China)
- 2004: Panevėžys (Lituania)
- 2004: San Petersburgo (Rusia)
- 2008: Járkov (Ucrania)[16]